# Чекураантгори
Чекураантгори (груз. ჩეკურაანთგორი) — село в Грузии, на территории Тианетского муниципалитета края (мхаре) Мцхета-Мтианети.

## География
Село находится в центральной части Грузии, к западу от Сионского водохранилища, на расстоянии приблизительно 7 километров (по прямой) к югу от посёлка городского типа Тианети, административного центра муниципалитета. Абсолютная высота — 1180 метров над уровнем моря.

## Население
По результатам официальной переписи населения 2014 года в Чекураантгори проживало 52 человека (29 мужчин и 23 женщины). В национальной структуре населения грузины составляли 98,1 %.
| Год  | Население, человек |
| ---- | ------------------ |
| 2002 | 90                 |
| 2014 | ↘ 52               |